# Palais du Peuple (Charleroi)
Pour les articles homonymes, voir Palais du Peuple.
Le palais du Peuple est une maison du peuple située à Charleroi (Belgique). Il comporte une salle de cinéma, un café-restaurant, des magasins et les bureaux des fédérations ouvrières. Inauguré en 1925, il est démoli en 1980 après la faillite de la coopérative qui le gérait.

## Histoire

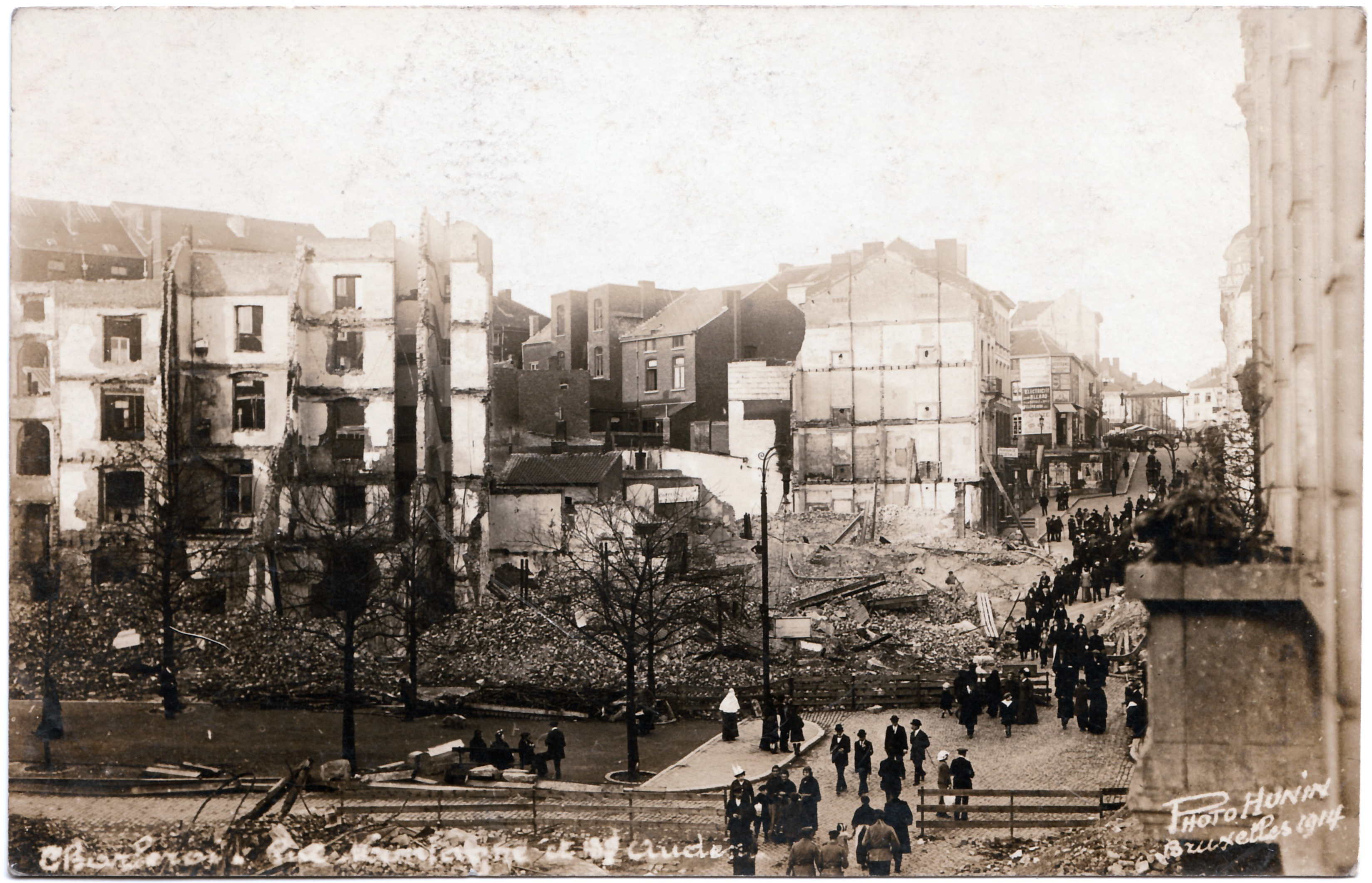
Angle du boulevard de l'Yser et de la rue de la Montagne après les incendies d'août 1914.

Le 22 août 1914, le boulevard Audent, l'axe qui traverse la ville de Charleroi d'est en ouest fut particulièrement touché lors de l'invasion allemande, notamment au carrefour avec la rue de la Montagne. L'événement est connu historiquement comme le traité de Couillet. 
Après la guerre, la reconstruction du boulevard sera l'occasion pour le Parti ouvrier d'affirmer sa présence au cœur de la ville bourgeoise et majoritairement libérale qu'est alors Charleroi. 

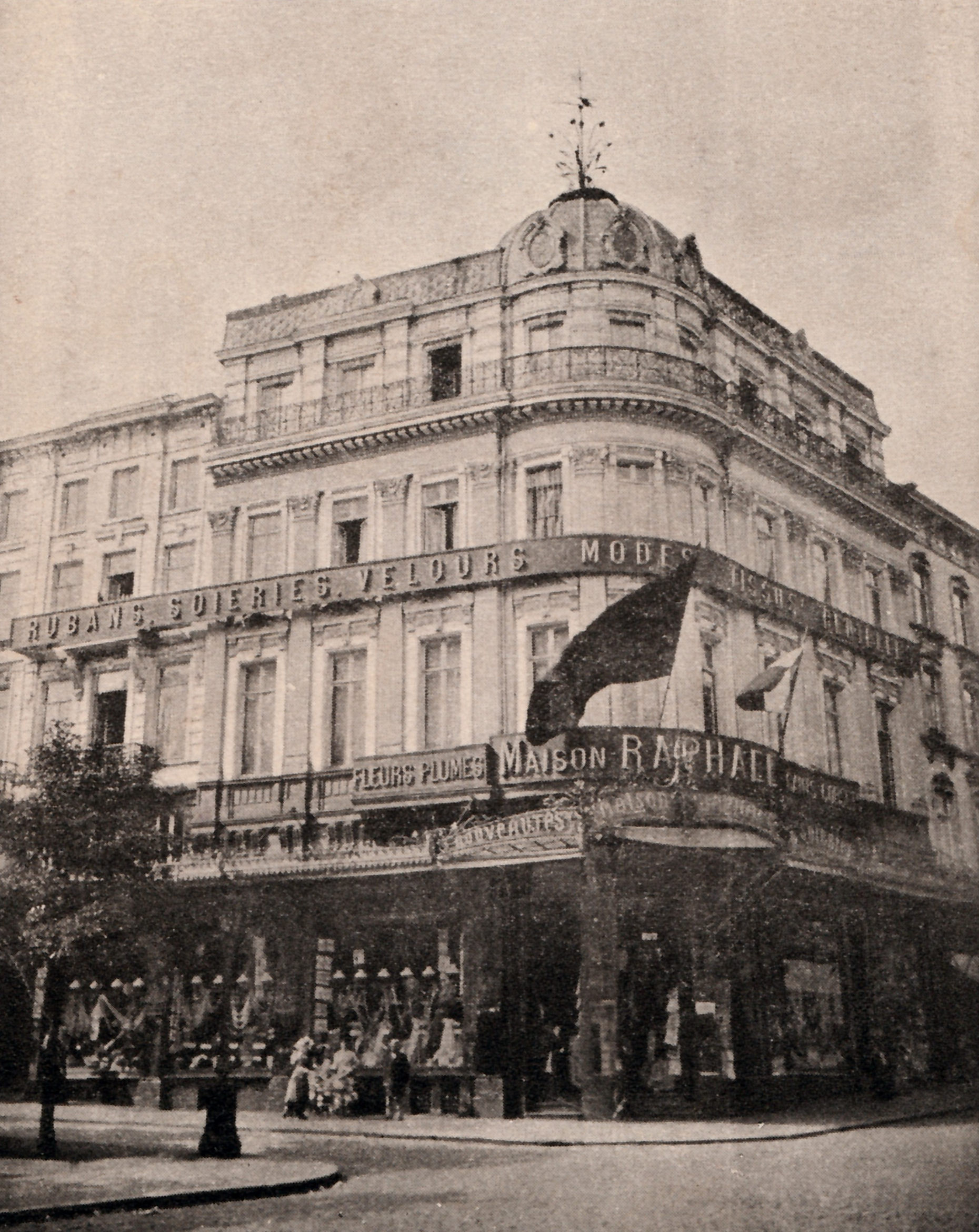
Grands magasins Raphaël vers 1907.

En 1921, l'Union des Coopérateurs de Charleroi, fondée fin 1918 avec l'aide du Vooruit de Gand et de l'Union coopérative de Luttre, achète le terrain où se trouvait auparavant le magasin Raphaël, incendié par les Allemands. La coopérative, qui possède déjà le palais de l'Industrie et du Travail, magasin coopératif situé de l'autre côté du carrefour, veut y ériger une maison du peuple dans le but de donner un lieu central à toutes les organisations ouvrières de la région. Le projet reçoit le nom de « Palais du Peuple ». 
Un programme du concours d'architecture est lancé le 1er avril 1921. Il comporte la réalisation d'une vaste salle de spectacle associée à un café, de magasins et de bureaux pour les fédérations ouvrières.
Participent à ce concours les architectes Émile Van Leemputten, Georges Henderickx, Albert Callewaert et Paul Dubail. C'est ce dernier qui remporte le concours et se voit confier la réalisation du bâtiment. Son projet de départ, jugé un peu austère, voire « teuton », mais apprécié pour l'exploitation maximale du terrain, est quelque peu adouci. Une coupole, faisant face à celle du palais de l'Industrie et du Travail et celle de l'immeuble construit en 1919 par Joseph Andre prend place au-dessus de l'entrée principale et les encadrements des fenêtres du dernier étage sont arrondis,.
Le palais du Peuple est inauguré le 17 mai 1925 en présence d'Émile Vandervelde, Paul Pastur, Édouard Anseele, Jules Destrée, du parti socialiste. 
En février 1933, Georges Simenon, dans le cadre d'une série de reportages consacrés à l'Europe, visite Charleroi et le palais du Peuple.

« À Charleroi, en plein cœur du pays wallon, du pays noir, un ouvrier m'a invité à dîner. Et il m'a conduit à la Maison du Peuple.
Pardon ! Sur la façade de six ou sept étages, c'est le nom du Palais du Peuple qui est inscrit et qui est juste, car on ne trouve ici aucune trace de cette grisaille pisseuse qui, ailleurs, semble l'apanage de toutes les œuvres collectives.
Au rez-de-chaussée se trouve le plus beau et le meilleur restaurant de Charleroi, et la plus appétissante pâtisserie aussi, dont les vendeuses sont jolies comme des bonbons.
La salle de cinéma est la plus somptueuse de Borinage, avec de vrais velours, de vrais ors, l'équipement sonore le plus cher et l'on y donne trois fois par jour des films qui sont les grands films de partout et même les films russes, tel le « Potemkine » interdit en France.
Il y a des ascenseurs, des bureaux, des salles de réunions qui pourraient servir à de fastueux conseils d'administration. Les dactylos et les secrétaires de syndicats n'ont pas la gueule de travers, ni les vêtements miteux. Il ne traîne pas le bouts de cigarette et personne ne crache par terre. 
C'est gai comme une affaire prospère, une véritable affaire et non un truc de bienfaisance où l'on croit indispensable de « faire triste ». »

— Georges Simenon, « Europe 33 », reportage paru du 18 mars au 29 avril 1933 dans le magazine Voilà, cité dans Carly 1996, p. 52-53.

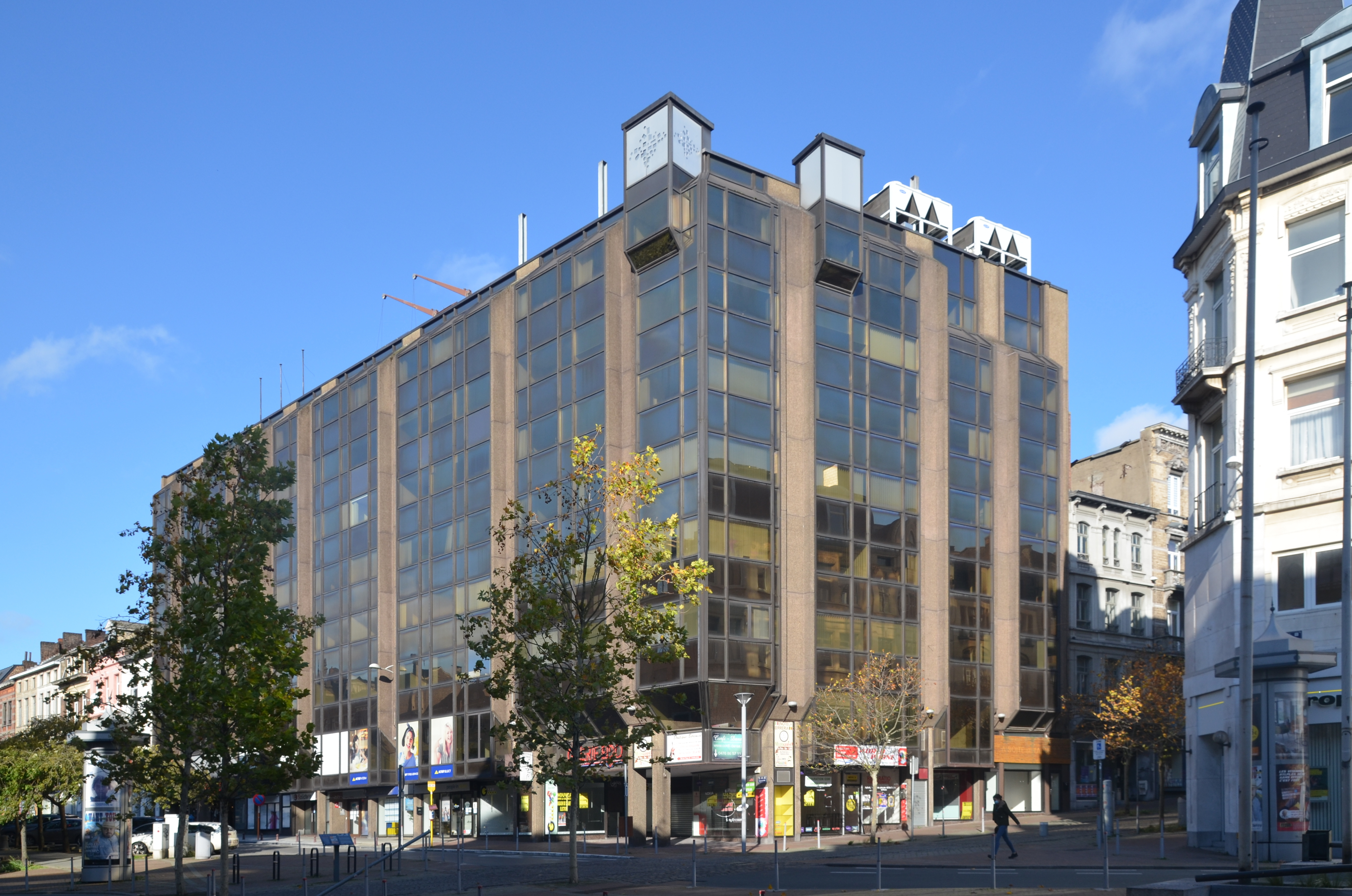
Immeuble qui remplace le Palais du Peuple.

En 1974, l'Union des coopérateurs de Charleroi fait faillite et le bâtiment est vendu. Les nombreuses œuvres d'art qu'il contenait sont dispersées dans différents organismes socialistes.
Devenu socialement obsolète et financièrement ingérable comme l'était la maison des Corporations du petit patronat carolorégien quelques années auparavant, le palais du Peuple est démoli en 1980. Il est remplacé par un immeuble comprenant les bureaux d'une banque et une galerie commerciale qui reprend le nom du cinéma du palais du Peuple, l'Eldorado. Cet immeuble, construit de 1978 et 1981, est l'œuvre de l'architecte Paul Hayot.